# In the Morning
「In the Morning」（イン ザ モーニング）は、2016年11月2日にEMI Recordsから発売された、Mrs. GREEN APPLEのメジャー3rdシングルである。

## リリース
初回限定盤と通常盤の2形態で発売。初回限定盤付属DVDには、表題曲のミュージックビデオとメイキング映像、シングルに収録される3曲のスタジオセッション映像を収録。

## 収録内容
| 全作詞・作曲・編曲: 大森元貴。 |                                                                 |          |            |      |
| #                              | タイトル                                                        | 作詞     | 作曲・編曲 | 時間 |
| 1.                             | 「In the Morning」(ストリングス&トランペットアレンジ: 中西亮輔) | 大森元貴 | 大森元貴   | 3:58 |
| 2.                             | 「ツキマシテハ」                                                | 大森元貴 | 大森元貴   | 3:28 |
| 3.                             | 「Oz」(ストリングス&ホーンアレンジ: 高橋諒)                     | 大森元貴 | 大森元貴   | 4:11 |
| 合計時間:                      | 合計時間:                                                       | 11:38    |            |      |

| #  | タイトル                                                      | 作詞 | 作曲・編曲 |
| -- | ------------------------------------------------------------- | ---- | ---------- |
| 1. | 「In the Morning (Acoustic)」(Studio Session in August, 2016) |      |            |
| 2. | 「ツキマシテハ」(Studio Session in August, 2016)              |      |            |
| 3. | 「Oz」(Studio Session in August, 2016)                        |      |            |
| 4. | 「In the Morning」(Music Video)                               |      |            |
| 5. | 「In the Morning」(Music Video Making)                        |      |            |

## タイアップ
In the Morning
関西テレビ・フジテレビ系「#nakedEve」10月～12月エンディングテーマ
福岡放送「バリはやッ!」オープニングテーマ
Oz
テレビ新潟「新潟一番サンデープラス」オープニングテーマ